# Pampas Reggae
Pampas Reggae es el quinto y uno de los más famosos álbumes de estudio de la banda de reggae argentina Los Pericos, lanzado en 1994. Entre Pampas Reggae y Big Yuyo vendieron más de 1.100.000 (un millón cien mil) discos en toda Latinoamérica.

## Antecedentes y grabación
Tras el éxito internacional de su trabajo anterior Big Yuyo, Los Pericos empiezan a trabajar en su nuevo álbum. Influenciado por una ida a Jamaica aparecen temas como "Parate y Mira" y "Su Galán". Hay Reggae, Ska y Dancehall. Este álbum no es una mezcla entre reggae y sonido de pampas de Argentina, como sugiere el título. Es un álbum lleno de canciones bailables. Hay un puñado de éxitos instantáneos como "Runaway", "Home Sweet Home", "Su Galán" y "Párate y Mira" que ayudaron a fomentar su éxito en toda América Latina. Grabado en Buenos Aires, todas las canciones fueron compuestas por la banda excepto "Mucha Experiencia". Es el primer disco que mezclaron fuera de la Argentina (en L.A.) lo que le da un sonido diferente. 

## Uso en los medios
"La Cienega Blvd" fue utilizada por el programa nocturno chileno de UCV Televisión Nessun Dorma: Nadie duerma.
- También fue usada por Canal 10 de Córdoba, por aquel momento, TV10, para el programa Late Night BUENAS NOCHES CÓRDOBA.[2]

## Lista de canciones
| Pampas Reggae |                                 |                                                                            |          |  |
| N.º           | Título                          | Escritor(es)                                                               | Duración |  |
| 1.            | «Mucha experiencia»             | Letra: Nando Boom / Música: Bob Andy                                       | 3:44     |  |
| 2.            | «Párate y mira»                 | Fernando Hortal · Diego Blanco                                             | 4:08     |  |
| 3.            | «Cabeza de policía»             | Hortal · D. Blanco · M. Blanco · Gonçalves · Raiman                        | 3:30     |  |
| 4.            | «La ciénaga blvd.»              | Juanchi Baleirón                                                           | 2:47     |  |
| 5.            | «Más cerca del cielo»           | Hortal · Baleirón · Valentinis                                             | 4:22     |  |
| 6.            | «Armoniquita»                   | Hortal · Baleirón · Valentinis                                             | 3:48     |  |
| 7.            | «Runaway»                       | Fernando Hortal · Diego Blanco                                             | 3:25     |  |
| 8.            | «Para adelante»                 | Hortal · Avendaño · Baleirón · M. Blanco · Gonçalves · Raiman · Valentinis | 3:55     |  |
| 9.            | «Su galán»                      | Fernando Hortal · Diego Blanco                                             | 3:41     |  |
| 10.           | «Agradezco que respiro»         | Hortal · Avendaño · Baleirón · D. Blanco · Valentinis                      | 4:29     |  |
| 11.           | «Home Sweet Home»               | Hortal · M. Blanco · Raiman · Valentinis                                   | 3:51     |  |
| 12.           | «No estás solo»                 | Hortal · Baleirón · M. Blanco · Gonçalves · Raiman                         | 3:02     |  |
| 13.           | «Torito»                        | Hortal · Baleirón · M. Blanco · Valentinis                                 | 3:28     |  |
| 14.           | «Dos pintores»                  | Hortal · Gonçalves · Raiman                                                | 3:59     |  |
| 15.           | «Párate y mira» (Hollywood Mix) | Fernando Hortal · Diego Blanco                                             | 7:25     |  |

| Edición Remasterizada 2005 - Bonus Tracks |                                 |                              |          |  |
| N.º                                       | Título                          | Escritor(es)                 | Duración |  |
| 16.                                       | «Waiting on a Friend» (En vivo) | Mick Jagger · Keith Richards | 4:38     |  |
| 17.                                       | «Buffalo Soldier» (En vivo)     | Bob Marley · King Sporty     | 4:16     |  |
| 18.                                       | «Kaya» (En vivo)                | Bob Marley                   | 3:53     |  |

## Músicos invitados
- Don Markese: Saxo.
- David Stout: Trombón.
- Ramón Flores: Trompeta.
- Paul Dourge: Bajo en "Mucha Experiencia".
- Alejandro Terán: Viola.

## Ficha técnica
- Grabado en los Estudios Panda, Bs. As., Argentina.
- Mezclado y Masterizado en Rusk Sound Studios, Hollywood y Corner Stone Recorders, Sahtsworth, U.S.A.
- Producción Artística: Los Pericos.
- Dirigido por Juanchi Baleirón.

Personal Argentina
- Técnico Grabación: Guido Nisenson.
- Asistentes: E. Herrera- E.McKinlay- S. Collins.
- Asistente de producción: Gaston Piñero.

Personal U.S.A.
- Ing. de Grabación: Gustavo Borner.
- Ing. Adicionales de Grabación: Paul Dourge - Irl Sanders.
- Mezclado por: Gustavo Borner.
- Ings. Asistentes de Mezcla: Irl Sanders - Eric Greedy.
- Coordinación: Daniel Borner.
- Programación de Samplers y secuencer: Diego Blanco.

Escenario
- Stages: Gaston Piñero- Luis Garutti-.
- Asistente: Sebastian Bottini.
- Sonido: Guido Nisenson.
- Iluminación: Juan C. Giacobino.
- Producción: Pablo Giordano.
- Road Manager: Fabian Bottini.
- Asistente de producción: Veronica Mahlknecht.

Arte de tapa
- Dirección de Arte: Ariel Raiman.
- Arte Digital: Nicolas Camodeca.
- Diseño Gráfico: Paula Baum.
- Fotografía: Paula Zucker.
- Ingeniero de Mastering: Wally Traugott.
- Masterizado en: Tower Mastering- Hollywood, California.
- AyR EMI ODEON: Hugo Casas.

Es una producción EMI ODEON ARGENTINA.